# DSA-696
La DSA-696 es una carretera perteneciente a la Red Secundaria de la Diputación Provincial de Salamanca que une la  N-501  con la localidad de Cantaracillo.

## Origen y Destino
La carretera  DSA-696  tiene su origen en Cantaracillo en la intersección con la carretera  N-501 , y termina en el casco urbano de Cantaracillo, formando parte de la Red de carreteras de Salamanca.